# Annelise Jacobsen
Annelise Jacobsen, född 18 september 1921 i Århus, död 17 januari 1987, var en dansk skådespelare. Hon var dotter till skådespelarna Jacob Jacobsen och Christel Holch samt syster till regissören Johan Jacobsen
Jacobsen studerade vid Odense Teater 1944–1945. 

## Filmografi (urval)
- 1969 - Ta' lidt solskin
- 1957 - Ingen tid til kærtegn